# Trag u beskraju (manifestacija)
Trag u beskraju godišnja je glazbeno-umjetnička manifestacija koja se održava u Veloj Luci na otoku Korčuli od 2019. godine u čast Olivera Dragojevića, jednog od najznačajnijih hrvatskih glazbenika. Manifestacija je pokrenuta kao emotivni hommage pjevaču.
Manifestacija se tradicionalno odvija krajem srpnja. Organizator je Centar za kulturu Vela Luka uz podršku Općine Vela Luka, te Turističke zajednice. Nazvana je po Oliverovoj istoimenoj pjesmi, koja je prepjev pjesme „Che ce vero che ci sei”, talijanskog kantautora Biagia Antoanaccija u prijevodu hrvatskoga pjesnika Daniela Načinovića.
Program započinje plovidbom na trajektu „Korčula” na relaciji Split-Vela Luka, gdje se održavaju koncerti s poznatim glazbenicima.
Vrhunac manifestacije predstavlja veliki koncert na pontonu u Veloj Luci koji se prenosi uživo na HRT-u. Na ovom koncertu nastupaju pjevači koji izvode Oliverove najveće hitove. Među izvođačima koji su nastupali kroz godine nalaze se: Nina Badrić, Tedi Spalato, Zorica Kondža, Jelena Rozga, Petar Grašo, Marko Tolja, Dino Jelusić, Miroslav Tadić, Vlatko Stefanovski i mnogi drugi. Manifestacija se odvija pod umjetničkim vodstvom Ante Gele.
Postoje i kritike da je ovakva vrsta manifestacije neprimjeren način obilježavanja Oliverove smrti.